# Casa de les Reixes d'Almassora
La Casa dels Reixes, és un partidor (obra hidràulica destinada a repartir, utilitzant una sèrie de comportes en diferents conductes, les aigües d'un llit), les aigües de la séquia de Boqueras, que condueix l'aigua que discorre des del azud d'Almassora a Castelló de la Plana, i que és propietat de la Comunitat de Regants de Castelló i Almassora.
El repartidor està catalogat com Bé de rellevància local i es troba recollit al Catàleg de Béns i Espais Protegits, des d'octubre de 2006, estant publicat en el Butlletí Oficial Provincial des de juny de 2007. El seu codi d'identificació és: 12.05.009-015.
Es localitza en la partida coneguda com “La Foia”, i es pot accedir a ell des d'Almassora prenent el carrer de Sant Jaume i recorrent uns 400 metres aproximadament, direcció cap al llit del Riu Millars, fins a arribar a la séquia Boqueres.

## Història
Malgrat que documents del segle xiii testifiquen que Almassora era usuària de les aigües del riu Millars, ja l'any 1266, es van signar acords amb Castelló per actuar mancomunadament en l'ús de les aigües del Millars, ja que la séquia que prenia les aigües del riu era comuna a ambdues poblacions. Borriana per la seva banda, va sol·licitar prendre aigua en casos de carestia de l'assut de la séquia de Castelló i Almassora, privilegi que li va ser concedit pel rei Jaume I, en un document expedit a Terrassa el 25 d'abril de 1266. Aquests documents s'han considerat com a prova del dret a l'ús que de les aigües del Millars tenien aquestes tres viles, a les quals al cap d'uns vuit, aproximadament, s'uneix Vila-real, tancant l'ús del Mijares per a les quatre poblacions destinatàries primeres de les seves aigües.
La distribució de les aigües entre les diferents poblacions per les quals discorria el riu Millars, ha estat motiu de disputes des de temps de la reconquesta cristiana. De fet existeix documentació dels diferents privilegis que es concediren al llarg dels anys, als diferents nuclis poblacionals, per a l'ús de les aigües del Millars. Així, està documentat com el rei Jaume va concedir a Nules el sobrant de les aigües del azud de Villareal, privilegi que va ser confirmat per Pere IV d'Aragó, des de Barcelona, l'11 de setembre de 1342. Les disputes per l'aigua van continuar durant els següents segles, fet que queda provat per les constants sentències es tenen documentació, com la realitzada per En Pere Cavanilles, lloctinent general del Regne de València, el 21 de juny de 1440, per la qual va distribuir les aigües del Mijares entre Borriana i Nules.
És a partir del segle xvi quan es comencen a construir una sèrie de azudes, de forma comunitària, per part de regantes de Castelló i Almassora, com el construït en 1519, el de 1549 o el de 1618.

## Descripció
La Casa de les reixes és en realitat un repartidor d'aigües de la séquia “Comuna de Castelló i Almassora” de manera que l'aigua d'aquesta séquia es repartia quedant pels regants de la Comunitat de Castelló “17 i 1/5 de les files”, mentre que per a la Comunitat de Regants d'Almassora els quedaven “9 i 4/5 de les files”.
Es tracta d'un edifici de planta rectangular, de fàbrica de maó (de fang cuit) i carreus de reforç en les cantonades, i coberta de teules a dues aigües. Presenta un gran arc de mig punt, situat en la part occidental que és l'entrada de les aigües de la Séquia i Comuna de Castelló i Almassora. Mentrestant, en la part oriental presenta dos ulls. Un d'ells està al descobert, el que correspon amb la sortida d'aigües de la Séquia dels Molins d'Almassora; mentre que l'inici de la Séquia major de Castelló queda cobert. Per accedir a l'interior del partidor existeix una porta en la part septentrional de l'edifici, i una vegada a l'interior es pot observar el tallamar de pedra, que reparteix equitativament les aigües.
Pot observar-se una làpida commemorativa dedicada al rei Carlos IV que se situa sobre l'arc de l'entrada de les aigües. El text que posseeix resa:
"REINANDO CARLOS IV / EL COMÚN DE REGANTES DE LA VILLA DE CASTELLON / A EXPENSAS PROPIAS / MDCCLXXXIX"
A més, sobre aquesta làpida s'obre una llanterna que dona llum natural a l'interior del partidor que està en perfecte estat de conservació pel que segueix en ús en l'actualitat.

## Refències
1. 1 2  http://www.cult.gva.es/dgpa/brl/Detalles_brl.asp?
2. 1 2 3  [enllaç sense format] http://www.turismodecastellon.com/103050_es/Casa-de-le-Reixes-(Almassora)-antiguas-construcciones/
3. ↑  [enllaç sense format] http://www.boe.es/diario_boe/txt.php?id=BOE-B-2007-48057
4. ↑  [enllaç sense format] http://mayores.uji.es/datos/2011/apuntes/fin_ciclo_2012/regantes.pdf Arxivat 2013-07-14 a Wayback Machine.
5. 1 2  [enllaç sense format] http://mayores.uji.es/proyectos/proyectos2008/mijares-marinavarro.pdf Arxivat 2013-07-15 a Wayback Machine.
6. 1 2 3  [enllaç sense format] http://www.chj.es/es-es/ciudadano/libros/Captulos/Los%20regad%C3%ADos%20hist%C3%B3ricos%20del%20Baix%20Millars%20-%20La%20Plana/08_Parte%20II_Capitulo%202.pdf Arxivat 2016-02-07 a Wayback Machine.